# Antonio Cavallucci
Antonio Cavallucci (21 août 1752 - 18 novembre 1795) est un peintre italien du XVIIIe siècle, représentant du baroque tardif.

## Biographie
Cavallucci est né à Sermoneta, dans la province de Latina dans le Latium. Ses talents artistiques sont rapidement reconnus par Francesco Caetani, duc de Sermoneta, en 1738-1810. En 1765, ce dernier emmène à Rome le jeune Antonio, qui a alors à peine 13 ans. Il y devient l’élève de Stefano Pozzi et, au bout de trois années, de Gaetano Lapis. De 1769 à 1771, il étudie également le dessin à l’Accademia di San Luca.
Sa première œuvre connue date du milieu des années 1760. Il s’agit d’une frise peinte dans la Casa Cavallucci à Sermoneta. Son premier portrait est celui de son bienfaiteur, le duc Francesco Caetani. Ce tableau, disparu depuis, est connu grâce à une estampe réalisée en 1772 par Pietro Leone Bombelli (1737-1809). En 1776, il reçoit sa première commande importante : la décoration de cinq salles d’audience du palais Caetani à Rome. Il peint des scènes mythologiques et allégoriques illustrant la thématique propre à chacune des cinq pièces.
Il s'oriente vers un style néo-classique, comparable à celui de Giuseppe Cades et de Christoph Unterberger (en), et se rapprochant davantage des peintres classiques du XVIe siècle.
Au début des années 1780, il peint plusieurs portraits, comme ceux de Francesco Caetani et Teresa Cortini, duchesse de Sermoneta. L’origine de la musique est probablement la peinture la plus importante du milieu de sa carrière. Ce tableau est inspiré du livre Iconologica de Cesare Ripa. Il reçoit de nombreuses commandes, via son nouveau mécène, le Cardinal Romualdo Braschi-Onesti (1753-1817), neveu du pape Pie VI. En 1788, il peint le portrait de son nouveau bienfaiteur et du pape. Il est aussi l’auteur d’un des rares portraits de saint Benoît Joseph Labre.
Sa réputation grandit de plus en plus. Il est intronisé dans la prestigieuse Accademia di San Luca en 1786, dans l’Academy of Arcadia en 1788, et dans la Congregazione dei Virtuosi al Pantheon la même année. Il est l’un des peintres les plus demandés de Rome.
Il travaille, les dernières années de sa vie, pour le cardinal Francesco Saverio Zelada, décorant l'église San Martino ai Monti à Rome, dont le cardinal est titulaire. Il meurt en 1795, à l’âge de 43 ans. L'année suivante, Giovanni Gherardo de Rossi, poète et auteur de théâtre, publie sa biographie.
Il a été influencé par Pompeo Batoni et Anton Raphael Mengs. Son art s'inspire aussi du style nord-européen présent à Rome à la fin du XVIIIe siècle.
Tommaso Sciacca (1734-1795) et le peintre portugais Domingos Sequeira ont fait partie de ses disciples.

## Œuvres (sélection)

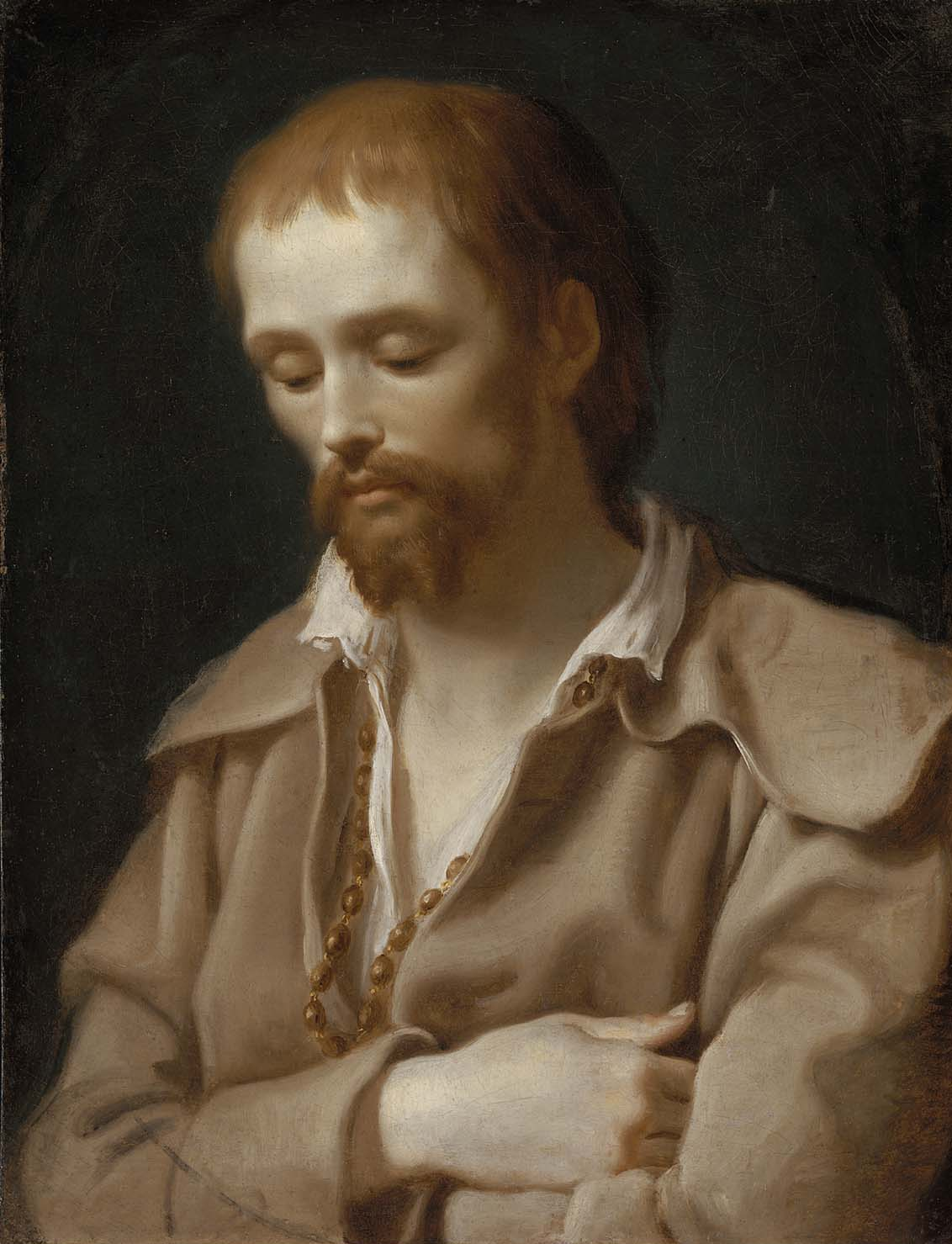
Benoît Joseph Labre, par Antonio Cavallucci, vers 1795, Museum of Fine Arts, Boston

- Abigail devant David (1773), palais Caetani (it), Rome
- Retrouvailles d’Hector et d’Andromaque à la porte Scée (1773), Accademia di San Luca, Rome
- Crucifixion et saints (1773), galerie nationale d'art ancien, Rome
- Présentation de la vierge Marie (1786), cathédrale de Spolète
- La Lévitation de Thomas de Cori (1786), musée eucharistique du Hiéron, Paray-le-Monial, France
- Vénus et Ascagne, palais Cesaroni, Rome
- Investiture de S. Bona (1791), cathédrale de Pise
- Principe du Belvedere (1793), musée Capodimonte, Naples
- Elie et le purgatoire, d’après l’œuvre de Dante, (1793) basilique Saint-Martin-des-Monts, Rome
- Saint Benoît-Joseph Labre, (1795), musée des beaux-arts de Boston
- Tableau d’autel, église san Nicolo, Catane, Sicile
- Saint François annonçant le pardon au peuple, chapelle de Saint Diego d'Alcalà, basilique Sainte-Marie-des-Anges, Assise.
- Quo vadis, Trésor de Saint-Pierre, chapelle des Beneficiati, basilique Saint-Pierre, Cité du Vatican, Rome
- Jésus et saint André, Trésor de Saint-Pierre, chapelle des Beneficiati, basilique Saint-Pierre, Cité du Vatican, Rome
- Origine de la musique, palais Caetani, Rome
- La Vierge à l'enfant et des anges, Huile sur toile - 50 × 30 cm, musée du Louvre, Paris